# Guoletsjaure (Sorsele socken, Lappland, 733518-151883)
Guoletsjaure är en sjö i Sorsele kommun i Lappland och ingår i Umeälvens huvudavrinningsområde. Sjön har en area på 0,346 kvadratkilometer och ligger 912 meter över havet. Guoletsjaure ligger i Vindelfjällen Natura 2000-område.

## Delavrinningsområde
Guoletsjaure ingår i det delavrinningsområde (733644-151845) som SMHI kallar för Mynnar i Guoletsbäcken. Medelhöjden är 965 meter över havet och ytan är 7,95 kvadratkilometer. Det finns inga avrinningsområden uppströms utan avrinningsområdet är högsta punkten. Vattendraget som avvattnar avrinningsområdet har biflödesordning 4, vilket innebär att vattnet flödar genom totalt 4 vattendrag innan det når havet efter 424 kilometer. Avrinningsområdet består mestadels av kalfjäll (96 procent). Avrinningsområdet har 0,35 kvadratkilometer vattenytor vilket ger det en sjöprocent på 4,4 procent.